# 赫氏岩頭長頜魚
赫氏岩頭長頜魚，為輻鰭魚綱骨舌魚目象鼻魚科的其中一種，分布於非洲剛果民主共和國的Uélé流域，體長可達6公分，棲息在底層水域。